# Louis de France (1244-1260)
 (décembre 2011).
Si vous disposez d'ouvrages ou d'articles de référence ou si vous connaissez des sites web de qualité traitant du thème abordé ici, merci de compléter l'article en donnant les références utiles à sa vérifiabilité et en les liant à la section « Notes et références ».
Louis de France (24 février 1244 - Paris, 11 janvier 1260), fils aîné du roi Louis IX (Saint Louis), est le prince héritier du trône de France, de sa naissance à sa mort prématurée, à l'âge de 15 ans et 10 mois.

## Biographie
Louis de France naît le 24 février 1244. Il est le premier fils de Saint-Louis et de Marguerite de Provence (1221-1295) après Blanche (1240-1243) et Isabelle (1242-1271). Le prince Louis est considéré comme héritier du trône de France dès sa naissance. 
À la mort de sa grand-mère Blanche de Castille en novembre 1252, qui assurait le gouvernement du royaume de France pendant le séjour du roi en Terre Sainte (1248-1254) dans le cadre de la Septième croisade, le jeune Louis assure l'intérim nominal du pouvoir royal, sous le contrôle effectif de son oncle Alphonse de Poitiers, jusqu'au retour en France de son père en juillet 1254.
Par un traité signé à Paris, le 20 août 1255, le jeune Louis est fiancé à l'infante Bérengère, née en 1253, fille aînée d'Alphonse X, roi de Castille, qui, étant alors dépourvu de descendance mâle, venait de faire reconnaître la princesse comme héritière du trône. Le projet matrimonial visait donc l'unification future de ces deux royaumes, à travers le mariage des deux héritiers présomptifs. Ce rêve fut cependant de courte durée : dès octobre 1255, la naissance d'un héritier mâle, Ferdinand, venait remettre en cause les droits de sa sœur Bérengère au trône castillan.
D'après des sources contemporaines, le jeune Louis présentait des aptitudes similaires à celles de son père (qui veilla soigneusement à son éducation) et avait tout pour devenir le digne successeur de Saint Louis.
Le prince héritier meurt prématurément en janvier 1260, à l'âge de 15 ans et 10 mois, emporté par un mal de ventre foudroyant, probablement une appendicite.

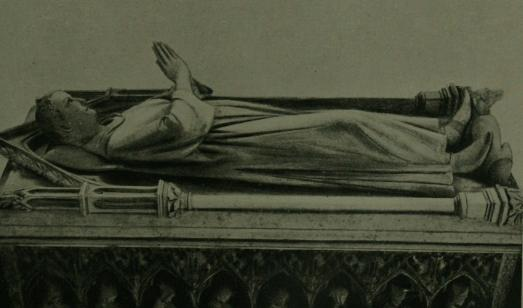
Tombe du prince héritier Louis de France.

Le cercueil du prince aurait été porté par son frère Philippe devenu héritier, son père ainsi que par les rois Henri III d'Angleterre et Thibaut II de Navarre. Il est inhumé à l'abbaye de Royaumont aux côtés de son oncle Philippe-Dagobert (1222-1234), de sa sœur Blanche (1240-1243) et de son frère Jean (1248). Sous le règne de Louis XVIII, en 1817, ses cendres seront transférées à la basilique Saint-Denis.